# Hannes Hüttner
Hannes Hüttner (* 20. Juni 1932 in Zwickau; † 15. August 2014 in Berlin) war ein deutscher Kinder- und Jugendbuchautor.

## Leben
Der Sohn eines Kraftfahrers und einer Verkäuferin studierte nach dem Besuch der Oberschule in Zwickau Journalistik in Leipzig. Anschließend war er journalistisch bei der Täglichen Rundschau und bis 1963 als Chefreporter der Wochenpost tätig. Nach einem Fernstudium der Außenwirtschaft in Berlin wurde er zum Dr. phil. promoviert. Ab 1965 studierte er Medizin und arbeitete bis 1980 als Bereichsleiter für Medizinsoziologie an der Akademie für Ärztliche Fortbildung in Berlin-Lichtenberg. Hüttner lebte in Berlin-Kaulsdorf.
Einer breiten Öffentlichkeit bekannt wurde Hüttner durch seine mehr als 30 Kinderbücher. Er schrieb unter anderem die Kinderbücher Bei der Feuerwehr wird der Kaffee kalt und Saure Gurken für Kaminke.
Nach der literarischen Vorlage von Bei der Feuerwehr wird der Kaffee kalt entstand 1970/71 im DEFA-Studio für Trickfilme der gleichnamige Animationsfilm. Hüttner schrieb die Szenarien für die Filme Dr. med. Sommer II (1970), Es ist eine alte Geschichte (1973), Die Flucht (1977) und Nach Nizza (1991).
Nach der friedlichen Revolution in der DDR nahm er seine medizinsoziologische Tätigkeit wieder auf: Im Robert Koch-Institut war er bis 1997 verantwortlich für das Fachgebiet Prävention für Kinder und Jugendliche.
Hüttner starb am 15. August 2014 im Alter von 82 Jahren in Berlin.

## Auszeichnungen
- 1978 Heinrich-Greif-Preis
- 1982 Alex-Wedding-Preis für Kinderliteratur[3]

## Werke (Auswahl)

### Romane
- 1983: Grüne Tropfen für den Täter. Eine utopische, aber streng wissenschaftliche Kriminalerzählung, Verlag Neues Leben Berlin
- 2001: Herr Fischer und seine Frauen. Der Mann, der aus dem Dschungel kam, Verlag Neues Leben Berlin, ISBN 3-355-01522-9

### Kinderbücher
- 1961: Nachtalarm!, Kinderbuchverlag, Berlin.
- 1963: Taps und Tine, Kinderbuchverlag, Berlin.
- 1963: Fracht für Alexandria, Kinderbuchverlag, Berlin.
- 1965: Troddel, Taps und Tine, Kinderbuchverlag, Berlin.
- 1966: Kleiner Bruder Staunemann, Kinderbuchverlag, Berlin.
- 1966: Singe, Vöglein, singe!. Kinderbuchverlag, Berlin.
- 1967: Das Huhn Emma ist verschwunden, Kinderbuchverlag, Berlin.
- 1967: Taps und Tine im Garten, Kinderbuchverlag, Berlin.
- 1968: Das Mitternachtsgespenst, Kinderbuchverlag, Berlin.
- 1968: Spielen, haschen, Äpfel naschen!, Kinderbuchverlag, Berlin.
- 1969: Bei der Feuerwehr wird der Kaffee kalt, Kinderbuchverlag, Berlin.
- 1969: Rolle, rolle, Rad, Kinderbuchverlag, Berlin.
- 1970: Was ich alles kann! Ein Buch für ABC-Schützen und alle, die es werden wollen, Kinderbuchverlag, Berlin.
- 1971: Pommelpütz, Kinderbuchverlag, Berlin (Illustrationen von Konrad Golz).
- 1974: Das Blaue vom Himmel, Kinderbuchverlag, Berlin (Illustrationen von Gerhard Rappus).
- 1975: Das goldene Buch der Tiere, Kinderbuchverlag, Berlin (Illustrationen von Károly Reich).
- 1975: Saure Gurken für Kaminke. Was geht in der Schokoladenfabrik Knabberswalde vor?, Verlag Junge Welt, Berlin (Illustrationen von Rainer Flieger).
- 1976: Beowulf, Kinderbuchverlag, Berlin (Nacherzählung einer alten angelsächsischen Sage; Illustrationen von Ruth Knorr; Nachwort von Karl-Heinz Magister)
- 1976: Alpha bläst Trompete. Haushaltsmärchen, Verlag Junge Welt, Berlin (Illustrationen von Gerhard Rappus).
- 1976: Kommt ein Mädchen geflogen, Kinderbuchverlag, Berlin (Neufassung unter dem Titel Kater Willi, Kinderbuchverlag, Berlin 1993).
- 1978: Eine Uhr steht vor der Tür, Verlag Junge Welt, Berlin (Illustrationen von Albrecht von Bodecker).
- 1977: Familie Siebenzahl zieht um, Kinderbuchverlag, Berlin (Illustrationen von Eberhard Binder).
- 1979: Herakles. Die zwölf Abenteuer, Kinderbuchverlag, Berlin (Illustrationen von Waltraut Fischer).
- 1980: Der Schatz, Kinderbuchverlag, Berlin (Illustrationen von Heinz Handschick).
- 1981: Meine Mutter, das Huhn, Kinderbuchverlag, Berlin (Illustrationen von Thomas Schleusing).
- 1981: Hinter den blauen Bergen. Ein Elefantenmärchen, Verlag Junge Welt, Berlin (Illustrationen von Gerhard Lahr).
- 1982: Der Fasan Johann, Verlag Junge Welt, Berlin 1982 (Illustrationen Erdmut Oelschlaeger).
- 1982: Das Lachen. Ein Märchen. Nach einem Motiv aus Chewsuretien, Kinderbuchverlag, Berlin.
- 1982: Wir entdecken einen Stern, Kinderbuchverlag, Berlin (Zeichnungen von Rainer Sacher).
- 1983: Das achte Geißlein. Geschichten von Meck Meckentosch (unter dem Pseudonym „Georg von Löffelholz“ zusammen mit Peter Abraham und Uwe Kant), Kinderbuchverlag, Berlin.
- 1984: Von Alpha bis Zumzuckel. Märchen über die Technik, Verlag Junge Welt, Berlin.
- 1987: Herakles. Der Dank der Götter, Kinderbuchverlag, Berlin ISBN 3-358-00933-5.
- 1987: Trieselwisch ruft an. Ein Bilderbuch über öffentliche Einrichtungen, Kinderbuchverlag, Berlin (Illustrationen von Erdmut Oelschlaeger), ISBN 3-358-00379-5.
- 1987: Vier Geschichten von Taps und Tine, Kinderbuchverlag, Berlin ISBN 3-358-00152-0 (Zusammenfassung der ersten drei Bände mit einer zusätzlichen Weihnachtsgeschichte, Bilder von Gertrud Zucker).
- 1989: Die Joram-Kinder, Kinderbuchverlag, Berlin ISBN 3-358-01436-3.
- 1990: Was zieht der Elefant heut an? Verlag Junge Welt, Berlin (Illustrationen von Ingeborg Sohn), ISBN 3-7302-0627-3.
- 1991: Der Zauberer Wizz. Computermärchen, Verlag Junge Welt, Berlin ISBN 3-7302-0651-6, (Illustrationen von Volker Pfüller).
- 1994: Kater Willi hebt ab, Kinderbuchverlag, Berlin ISBN 3-358-02099-1, (Illustrationen von Gerhard Lahr).
- 1994: Die U-Bahn-Mäuse, Kinderbuchverlag, Berlin, ISBN 3-358-02097-5, (Bilder von Judith Prieß).

### Sachbücher
- 1968: Die Leute mit den runden Hüten. Geschichten aus Wirtschaft und Technik, Kinderbuchverlag, Berlin
- 1975: Das große Benimm-Buch, Verlag Junge Welt, Berlin.
- 1977: Was lesen unsere Kinder? Ergebnisse einer literatursoziologischen Studie zum Leseverhalten von Schulkindern der 1. – 4. Klasse in der DDR 1973–1974, DDR-Zentrum für Kinderliteratur, Berlin (mit Jutta Levenhagen und Marion Matthies).
- 1979: Der Patient im Krankenhaus. Erwartungen, Rechte und Pflichten, Zufriedenheit, Verlag Volk und Gesundheit, Berlin (mit anderen).
- 1982: Der Patient in der Sprechstunde. Erwartungen, Rechte und Pflichten, Zufriedenheit, Verlag Volk und Gesundheit, Berlin  (mit Günter Ewert).
- 1984: Von A-Z gesund. Medizinisches Lexikon für Kinder und Eltern (mit Susanne Hahn), Verlag Volk und Gesundheit, Berlin (Illustrationen von Roland Jäger und Detlev Schüler).
- 1989: Das große Gesundbleibebuch, Verlag Junge Welt, Berlin ISBN 3-7302-0376-2 (Illustrationen von Egbert Herfurth).
- 1990: als Hrsg. mit Lykke Aresin, Helga Hörz und Hans Szewczyk: Lexikon der Humansexuologie. Verlag Volk und Gesundheit, Berlin.
- 1993: Das Horoskopbuch für Berliner, Verlag Michaela Naumann, Nidderau (als Heiner Trenk), ISBN 3-924490-58-9.
- 2008: O schick mir ein Lied! Anekdoten über Felix Mendelssohn Bartholdy. Eulenspiegel Verlag, Berlin ISBN 978-3-359-01321-1.